# Acantholimon agropyroideum
Acantholimon agropyroideum är en triftväxtart som beskrevs av Mobayen. Acantholimon agropyroideum ingår i släktet Acantholimon och familjen triftväxter. Inga underarter finns listade i Catalogue of Life.